# Li Ki-joo
Li Ki-joo (12 de novembro de 1926 - 9 de dezembro de 1996) foi um futebolista sul-coreano que atuava como atacante.

## Carreira
Li Ki-joo fez parte do elenco da Seleção Sul-Coreana de Futebol, na Copa do Mundo de 1954.